# Csangsa
Csangsa (Changsha) (hagyományos kínai: 長沙, egyszerűsített kínai: 长沙, pinjin: Chángshā) a kínai Hunan tartomány fővárosa, mely a Hsziang folyó (Xiang) alsóbb részén fekszik.
Csangsa (Changsha) a Csin-dinasztia (Qin-dinasztia) (i. e. 221–206) idejétől számottevő. I. sz. 750–1100 között kereskedelmi szempontból vált fontossá, lakossága jelentős növekedésnek indult. 1664-től a Csing-dinasztia (Qing-dinasztia) idején Hunan tartomány fővárosa és a rizs fontos piaca lett. A tajping-felkelés során a város ostrom alá került, de nem esett el. A második kínai–japán háború fontosabb csatáinak helyszíne volt 1937–1945 között és japán megszállás alá került. 1949-től újjáépítették, jelenleg fontos kikötőváros, kereskedelmi és ipari központ.

## Közlekedés

### Helyi közlekedés
A városban metró is működik.